# Johan Skytte

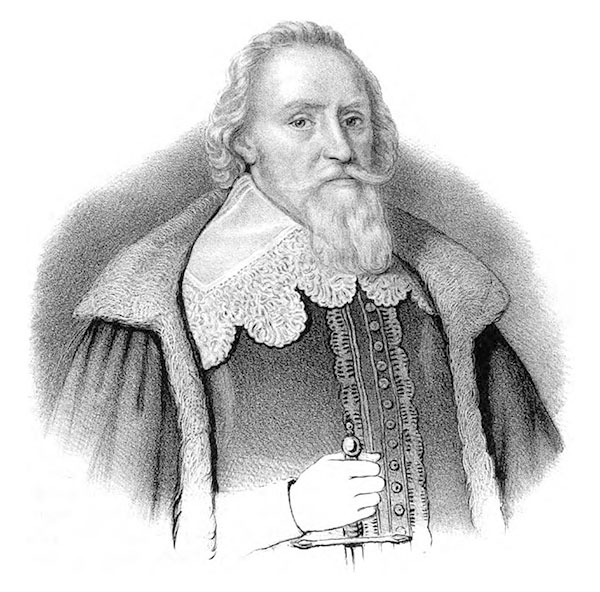
Johan Skytte

Johan Skytte (* Mai 1577 in Nyköping; † 15. März 1645 in der Församling Söderåkra, Kalmar län) war ein schwedischer Politiker.
Skytte war Privatlehrer des späteren Königs Gustav II. Adolf. Er wurde 1622 Kanzler der Universität Uppsala, wo er die Skytteanische Professur stiftete. Seit 1995 wird an der Universität Uppsala der nach ihm benannte Johan-Skytte-Preis für Politikwissenschaften vergeben.
Nachdem er Generalgouverneur von Schwedisch-Livland, Schwedisch-Ingermanland und Schwedisch-Karelien geworden war, wurde er 1632 auch Kanzler der Academia Gustaviana in Dorpat.